# Thienemanniella zavrelli
Thienemanniella zavrelli är en tvåvingeart som beskrevs av Jean-Jacques Kieffer 1925. Thienemanniella zavrelli ingår i släktet Thienemanniella och familjen fjädermyggor.
Artens utbredningsområde är Tjeckien. Inga underarter finns listade i Catalogue of Life.